# Lista de obras de arte pública da Madeira
Este artigo tenciona fazer o inventário das obras de arte pública da Região Autónoma da Madeira, em Portugal. Todas as obras listadas são visíveis de ou estão em espaços públicos e são estátuas, bustos, esculturas abstratas, murais, fontenários e afins. A lista está organizada pelos municípios do arquipélago.

## Calheta
| Imagem | Título/Tema                    | Localização          | Ano  | Autor                                         | Descrição e referências                                  |
| ------ | ------------------------------ | -------------------- | ---- | --------------------------------------------- | -------------------------------------------------------- |
|        | Nossa Senhora de Fátima        | Av. D. Manuel I      | 2009 | ??                                            | Busto de bronze.                                         |
|        | O Homem do Mar                 | Porto do Paul do Mar | 2004 | António Mendanha Vânia Mendanha Nuno Mendanha | Estátua de bronze de 4 m de um homem nu sobre uma rocha. |
|        | Sebastián Francisco de Miranda | Av. D. Manuel I      | 2011 | Julio César Briceño Andrade                   | Busto de bronze.                                         |

## Câmara de Lobos
| Imagem | Título/Tema                | Localização                                      | Ano                                          | Autor                       | Descrição e referências |
| ------ | -------------------------- | ------------------------------------------------ | -------------------------------------------- | --------------------------- | --- |
|        | Januário Figueira da Silva | R. Dr. João Abel de Freitas                      | 1966 (inaug.)                                | Francisco Franco            | Busto de bronze. |
|        | Lobo-marinho               | R. P. Eduardo Clemente N. Pereira/R. da Carreira | 1997                                         | António Matos               | Escultura de pedra de um lobo-marinho sobre um chafariz. |
|        | Mar de Esperança           | R. da Portada/R. Nova da Praia                   | 2004                                         | Francisco Lucena            | Escultura de pedra e bronze com seis barcos sobre as ondas. |
|        | Portas decoradas com latas | R. S. João de Deus                               | 2017                                         | Teatro Metaphora            | Retratos e citações desenhados com latas de refrigerante cortadas e agrafadas em contraplacados. |
|        | Simão Bolívar              | Av. Nova Cidade                                  | 1983 (feitura) 2009 (assinat.) 2010 (inaug.) | Julio César Briceño Andrade | Busto de bronze. |
|        | Winston Churchill          | R. da Carreira                                   | 1981                                         | Henrique Afonso Costa       | Placa comemorativa com um cavalete e uma tela em relevo e a inscrição «Aqui pintou em 1950 Winston Churchill». |
|        | Winston Churchill          | R. da N.ª Sra. da Conceição                      | 2019                                         | Martim Velosa               | Estátua de bronze esculpida a propósito da construção do hotel Pestana Churchill Bay. Recriação da pose de Churchill, aquando da sua visita à Madeira em 1950, em que pinta a baía de C.ra de Lobos na tela, sentado numa cadeira de vimes e a fumar charuto. |

## Funchal
| Imagem                                                      | Título/Tema                                                | Localização                                                                                               | Ano                                         | Autor                                                                                      | Descrição e referências |
| ----------------------------------------------------------- | ---------------------------------------------------------- | --- | ------------------------------------------- | ------------------------------------------------------------------------------------------ | --- |
|                                                             | S/ título                                                  | Jardim do Casino da Madeira                                                                               | 1976                                        | José Rodrigues                                                                             | Conjunto de duas esculturas metálicas vermelhas que integrou o antigo jardim público da Qta. Vigia, onde entretanto foi construído o Casino e o Casino Park Hotel. |
|                                                             | S/ título                                                  | Jardim do Casino da Madeira                                                                               | 1976                                        | José Rodrigues, Fernando Conduto                                                           | Conjunto de duas esculturas de pedra que integrou o antigo jardim público da Qta. Vigia, onde entretanto foi construído o Casino e o Casino Park Hotel. |
|                                                             | S/ título                                                  | R. do Gorgulho                                                                                            | 1983                                        | Tolentino de Nóbrega                                                                       | Conjunto formado por peças de sucata de maquinaria, de cor amarela. |
|                                                             | S/ título                                                  | R. do Gorgulho                                                                                            | 1987                                        | Danilo de Matos, José João Garcês                                                          | Conjunto formado por peças de sucata de maquinaria, incluindo duas rodas gigantes. |
|                                                             | S/ título                                                  | R. D. Carlos I, 33A 32° 38′ 52,1″ N, 16° 54′ 08,2″ O                                                      | 1988 (restaurado em 2011)                   | Dina Pimenta                                                                               | Mural que retrata um homem, sentando num banco de jardim, e uma rapariga a darem de comer às pombas, enquanto uma fila de homens, mulheres e crianças caminha pelo passeio. |
|                                                             | S/ título                                                  | Caminho da Achada                                                                                         | 2000                                        | José Manuel Gomes                                                                          | [ 14 ] |
|                                                             | S/ título                                                  | Jardim Almirante Reis                                                                                     | ??                                          | ??                                                                                         | Escultura em metal com a figura de cinco crianças e de um ser animalesco. |
|                                                             | S/ título                                                  | R. D. Carlos I 32° 38′ 52,1″ N, 16° 54′ 09,8″ O                                                           | 2011                                        | Cristiana Sousa, Hugo Brazão, Rodolfo Brito                                                | Mural em alegoria à Madeira, com motivos da ilha: as bananas, os tapetes de flores, os túneis, a vinha, a cana-de-açúcar, entre outros. |
|                                                             | S/ título                                                  | Rotunda Rotary                                                                                            | 2011                                        | Luís Chafes                                                                                | Escultura metálica. |
|                                                             | S/ título                                                  | Trav. do Forte                                                                                            | ??                                          | ??                                                                                         | Mural que retrata uma cornucópia de onde saem inúmeras flores. |
|                                                             | S/ título                                                  | R. Alferes Veiga Pestana (túnel do Campo da Barca)                                                        | 2020                                        | Marco Fagundes                                                                             | Mural a preto e branco nas paredes do túnel rodoviário. |
|                                                             | Alegoria no Hospital Nélio Mendonça                        | Av. Luís de Camões, 57, Hospital Nélio Mendonça 32° 38′ 53″ N, 16° 55′ 24″ O                              | 1972                                        | António Branco Paiva                                                                       | Estátua de calcário. |
|                                                             | Alegoria no Hospital Nélio Mendonça                        | Av. Luís de Camões, 57, Hospital Nélio Mendonça 32° 38′ 53″ N, 16° 55′ 24″ O                              | 1972                                        | Hélder Baptista                                                                            | Estátua de calcário. |
|                                                             | Alexandre da Cunha Teles                                   | Av. do Infante, 16A, Abrigo Infantil da N.ª Sra. da Conceição 32° 38′ 45″ N, 16° 54′ 55,4″ O              | 1937 1939 (inaug.)                          | Agostinho Rodrigues                                                                        | Busto de bronze. |
|                                                             | Anjo                                                       | Cemitério de N.ª Sra. das Angústias, S. Martinho                                                          |                                             |                                                                                            | Estátua de bronze que antes se situava no antigo Cemitério de N.ª Sra. das Angústias, onde hoje existe o Parque de Sta. Catarina. |
|                                                             | António Nobre                                              | Lg. António Nobre                                                                                         | 1898 1941 (fundiç.)                         | Tomás Costa                                                                                | Busto de bronze. |
|                                                             | Armas de Portugal                                          | Jardins do Museu Qta. das Cruzes                                                                          | 1820                                        |                                                                                            | Brasão de armas de Portugal em relevo em pedra que encimou, nos inícios do séc, XIX, os Paços do Concelho do Funchal, então no Lg. da Sé, mandado levantar pela morgada D. Guiomar Madalena de Vilhena Sá Machado e demolido em 1916. |
|                                                             | Armas de Portugal                                          | Jardins do Museu Qta. das Cruzes                                                                          | ??                                          |                                                                                            | Brasão de armas de Portugal em relevo em pedra. |
|                                                             | Armas de Portugal                                          | Jardins do Museu Qta. das Cruzes                                                                          | ??                                          |                                                                                            | Brasão de armas de Portugal em relevo em pedra. |
|                                                             | Armas do Funchal                                           | Jardins do Museu Qta. das Cruzes                                                                          | 1851                                        |                                                                                            | Brasão de armas da cidade em relevo em pedra. Pormenor de uma fachada de um edifício camarário entretanto demolido ou reformulado. |
|                                                             | Armas dos Franciscanos                                     | Jardim Municipal                                                                                          | c. 1750                                     |                                                                                            | Brasão de armas com elementos simbólicos dos Franciscanos e de Portugal. A peça encimava a igreja do antigo Convento de S. Francisco, que existia no mesmo local. |
|                                                             | Armas reais                                                | Jardins do Museu Qta. das Cruzes                                                                          | c. 1760                                     |                                                                                            | Brasão de armas com o escudo nacional em relevo em pedra. Assim como outro brasão de armas real no mesmo local, é proveniente do palácio de São Lourenço, de onde foi apeado em finais de 1910, com a Implantação da República. |
|                                                             | Armas reais                                                | Jardins do Museu Qta. das Cruzes                                                                          | c. 1770                                     |                                                                                            | Brasão de armas com o escudo nacional em relevo em pedra. Assim como outro brasão de armas real no mesmo local, é proveniente da Fortaleza e Palácio de S. Lourenço, de onde foi apeado em finais de 1910, com a Implantação da República. |
|                                                             | Arte de Portas Abertas                                     | R. Sta. Maria e transversais                                                                              | desde 2010/2011                             | vários                                                                                     | Pinturas em portas, murais e instalações ao longo da rua de Sta. Maria e das ruas transversais, na Zona Velha da cidade. |
|                                                             | Artes e Ofícios ou Trabalho                                | R. João de Deus, 9, fachada da Esc. Sec. Francisco Franco 32° 39′ 06″ N, 16° 54′ 17″ O                    | 1960                                        | António Aragão                                                                             | Painel em baixo-relevo de cantaria rija (traquibasalto) de Câmara de Lobos. |
|                                                             | Autocarros da Rodoeste                                     | R. Dr. Pestana Júnior, 22, oficina da Rodoeste                                                            | 2018                                        | Marcos Milewski                                                                            | Mural. |
|                                                             | Autonomia                                                  | Av. Calouste Gulbenkian / R. Dr. Brito Câmara                                                             | 2006                                        | Jacinto Rodrigues, Miguel Ângelo                                                           | Escultura de basalto em forma de árvore, com a inscrição numa placa metálica de todos os anos desde a aquisição da autonomia política pelo arquipélago. |
|                                                             | Aviador                                                    | Av. do Mar / R. Cón. Jerónimo Dias Leite                                                                  | 1921                                        | Francisco Franco                                                                           | Busto de bronze em homenagem aos aviadores Gago Coutinho e Sacadura Cabral no raid Lisboa-Funchal de 1921, preparatório da primeira travessia do Atlântico Sul, Lisboa-Rio de Janeiro, no ano seguinte. |
|                                                             | A Baleia                                                   | Autossilo do Campo da Barca                                                                               | 2017                                        | Marcos Milewski                                                                            | Mural. |
|                                                             | Bernard Harvey Foster                                      | Rotunda Bernard Harvey Foster                                                                             | 2015                                        | Ricardo Velosa                                                                             | Placa de bronze com baixo-relevo de uma paisagem com um carro. Homenagem ao condutor do primeiro automóvel que circulou pelas estradas da ilha, em 1904. |
|                                                             | Bordadeiras                                                | R. Visconde de Anadia, C.C. Anadia                                                                        | 2018                                        | Marcos Milewski                                                                            | Mural. |
|                                                             | Bordado da Madeira                                         | Av. Arriaga                                                                                               | 2019                                        | Jacinto Rodrigues                                                                          | Escultura de pedra em frente ao Teatro Municipal Baltazar Dias. |
|                                                             | Cabra Cega                                                 | Av. do Mar                                                                                                | 2009                                        | Sílvio Cró                                                                                 | Estátua de bronze em homenagem às mulheres dos pescadores da Zona Velha do Funchal. Referência ao jogo da cabra-cega. |
|                                                             | Carlos I da Áustria                                        | Adro da Igr. da N.ª Sra. do Monte 32° 40′ 32″ N, 16° 54′ 09″ O                                            | 2005                                        | Augusto Cid                                                                                | Estátua de bronze. |
|                                                             | Chafariz da Leda e o Cisne                                 | Átrio dos Paços do Município 32° 39′ 00″ N, 16° 54′ 30″ O                                                 | 1880                                        | Germano José de Salles                                                                     | Chafariz com quatro pias encimado por uma estátua de mármore das figuras mitológicas da Leda e o Cisne; encontrava-se até 1940 no antigo mercado municipal D. Pedro V e desde 1941 que está no local atual. |
|                                                             | Chafariz da Pç. do Município                               | Pç. do Município                                                                                          |                                             |                                                                                            | [ 45 ] |
|                                                             | Chafariz da Pç. do Infante                                 | Pç. ou Rotunda do Infante 32° 38′ 47,9″ N, 16° 54′ 46,8″ O                                                | 1945                                        | Faria da Costa (arquiteto), António Duarte (escultor)                                      | [ 45 ] [ 46 ] |
|                                                             | Chafariz do Lg. da Restauração                             | Lg. da Restauração                                                                                        | 1941                                        | Januário Godinho                                                                           | Chafariz de cantaria mandado erguer no período de remodelação da cidade durante a presidência camarária de Fernão de Ornelas. |
|                                                             | Chafariz do Lg. do Chafariz                                | Lg. do Chafariz                                                                                           | 1550 (c.) 1821 e 1859 (c.)                  | Vicente de Paula, Teixeira de Nóbrega e outros                                             | Chafariz formado por um conjunto de bacia do século XVI, da cerca do convento de S. Francisco, e uma pilastra mandada levantar pela C.ra Municipal em homenagem à Constituição de 1820. |
|                                                             | Chafariz do Palácio da Justiça                             | R. do Marquês do Funchal, Palácio da Justiça 32° 39′ 01″ N, 16° 54′ 31″ O                                 | 1962                                        | Januário de Almeida                                                                        | Chafariz monumental na fachada do Palácio da Justiça encimado por uma estátua de bronze alegórica à Justiça. |
|                                                             | O Chef                                                     | Fachada do Hotel Baía Azul                                                                                | 2016                                        | Bárbara Gil                                                                                | Mural. |
|                                                             | Comércio e Indústria                                       | Av. do Mar, 26, Alfândega do Funchal 32° 38′ 49″ N, 16° 54′ 20″ O                                         | 1960 1962 (inaug. do edifício)              | I. V. Perdigão                                                                             | Estátua de bronze. |
|                                                             | Conde de Canavial                                          | Jardim do Campo da Barca                                                                                  | 1922 (inaug.)                               | Raul Xavier                                                                                | Busto de bronze. Começou por estar na Av. Arriaga, tendo sido transferido para o atual sítio em 1932. |
|                                                             | O Mensageiro                                               | Av. Calouste Gulbenkian, 3 32° 38′ 50″ N, 16° 54′ 53″ O                                                   | 1984                                        | Ricardo Velosa                                                                             | Estátua equestre de bronze que representa um carteiro a cavalo e uma corneta na mão, o símbolo dos CTT. Até 2019 encontrou-se afixada no Edifício 2000, perto da repartição dos CTT. Em 2020, foi instalada no separador entre a Av. Calouste Gulbenkian e a R. Dr. Brito Câmara, perto do local original. |
|                                                             | Cristiano Ronaldo                                          | Av. Francisco Sá Carneiro/Pç. CR7 32° 38′ 38″ N, 16° 54′ 50″ O                                            | 2014                                        | Ricardo Velosa                                                                             | Estátua de bronze. |
|                                                             | Cristiano Ronaldo                                          | Bairro da Qta. Falcão 32° 39′ 50,6″ N, 16° 56′ 24,6″ O                                                    | 2016                                        | Richard Wilson                                                                             | Mural. |
|                                                             | Cristo com Dois Anjos                                      | Capela do Cemitério de N.ª Sra. das Angústias, S. Martinho                                                | 1956                                        | Querubim Lapa                                                                              | Estátua de bronze na fachada da capela. |
|                                                             | Cristóvão Colombo                                          | Parque de Sta. Catarina 32° 38′ 44″ N, 16° 54′ 48″ O                                                      | 1940 1968 (inaug.)                          | Henrique Moreira                                                                           | Estátua de bronze sobre base pétrea. |
|                                                             | Do Outro Lado do Oceano                                    | Av. do Mar 32° 38′ 48″ N, 16° 54′ 26″ O                                                                   | 2005                                        | Celso Caires                                                                               | Escultura em pedra. |
|                                                             | Família                                                    | R. Elias Garcia                                                                                           | 1960                                        | Jorge Vieira                                                                               | Escultura de bronze. |
|                                                             | Fernando Augusto da Silva                                  | Miradouro de Sto. António                                                                                 | 1950 1955 (inaug.)                          | Rebelo Júnior                                                                              | Busto de bronze do pe. Fernando Augusto da Silva. |
|                                                             | Filipa de Lencastre                                        | R. do Quebra-Costas, jardins da Igr. Anglicana 32° 38′ 58″ N, 16° 54′ 50″ O                               | 1973                                        | P. Anjos Teixeira                                                                          | Busto de bronze. |
|                                                             | Flores para a Paz ou “Blumen für den Frieden”              | Jardim da Qta. Vigia 32° 38′ 42″ N, 16° 54′ 55″ O                                                         | 2003                                        | João Egídio Rodrigues                                                                      | Estátua equina de poliéster. |
|                                                             | Fontanário da Estrada Monumental ou Fontanário do Arieiro  | Estr. Monumental                                                                                          | 1870                                        |                                                                                            | Fontanário mandado levantar nos meados da 2.ª metade do século XIX, para o serviço público da Estr. Monumental, entre o Funchal e C.ra de Lobos. |
|                                                             | Fonte da Nossa Senhora do Monte ou Fonte da Virgem         | Lg. da Fonte                                                                                              | 1897 (origens no século XVI)                | António Moreira Rato e filhos                                                              | Fonte com origens numa do século XVI (e obras em 1777) que ficou destruída em 1876 após a queda de um castanheiro; no mesmo ano iniciaram a construção da atual fonte, que ficou concluída apenas em 1897. É protegida por um baldaquino de pedra branca. |
|                                                             | Fontanário da Rua das Cruzes                               | R. das Cruzes                                                                                             | 1936 (c.)                                   | Carlos Ramos                                                                               | Fontanário mandado levantar na sequência das obras de remodelação urbanística iniciadas com o ateliê do arquiteto Carlos Ramos. |
|                                                             | Fontanário do Largo António Nobre                          | Lg. António Nobre                                                                                         | 1867 (fontanário) 1930 (painéis de azulejo) |                                                                                            | Fontanário mandado levantar em 1867 e dotado de painéis de azulejos encomendados de Lisboa em 1930. |
|                                                             | Fontes de João Diniz                                       | Lg. das Fontes, fachada sul do Palácio de S. Lourenço                                                     | 1490                                        | Gomes Garcia e outros                                                                      | Fontes iniciadas por volta de 1490 que, em setembro de 1495, tiveram obras de reparação a cargo de Gomes Garcia. Destinadas à aguada dos navios e abastecimento da cidade, sofreram obras até ao século XX, tendo em 1939 sido aterradas para construção da Av. do Mar e desenterradas em 2010. |
|                                                             | Frágil                                                     | R. D. Carlos I 32° 38′ 52,1″ N, 16° 54′ 09,8″ O                                                           | 2011                                        | Delegação da Madeira da Ordem do Arquitetos                                                | Mural que faz a casa intervencionada parecer uma gigante caixa de cartão com a sinalética de encomenda frágil. É de notar que o símbolo de frágil é, aqui, uma casa partida, ao invés do normal copo partido). Está escrito o seguinte:«Frágil Handle with care [Manusear com cuidado]» «Remetente / From: Delegação da Madeira Secção Regional do Sul Ordem dos Arquitetos Destinatário / To: Zona Velha da Cidade Old Town Funchal Out 2011 Delegação Madeira»                                                                                                |
|                                                             | Francisco Fulgêncio de Andrade                             | R. da Sé 32° 38′ 53″ N, 16° 54′ 28″ O                                                                     | 1998 2000 (inaug.)                          | Soares Branco, José Simão                                                                  | Busto de bronze. |
|                                                             | Francisco Sá Carneiro                                      | Rotunda Francisco Sá Carneiro 32° 38′ 44,7″ N, 16° 54′ 45,4″ O                                            | 1990                                        | Ricardo Velosa                                                                             | Busto de bronze. |
|                                                             | Francisco Santana                                          | Lg. D. Francisco Santana                                                                                  | 1991                                        | Ricardo Velosa                                                                             | Busto de bronze. |
|                                                             | Futebol                                                    | Rotunda Dr. Nélio Ferraz Mendonça                                                                         | 2008                                        | Ferro Ideia                                                                                | Escultura metálica de uma bola de futebol, perto do Estádio da Choupana, do Clube Desportivo Nacional. |
|                                                             | Gandhi                                                     | Av. do Mar / Pç. do Povo                                                                                  | 2019                                        | ??                                                                                         | Busto de bronze. Inaugurado em 5 de setembro de 2019, a propósito do 150.º aniversário do nascimento de Gandhi, por Nandini Singla, embaixadora da Índia em Portugal, e Miguel Albuquerque, presid. do Gov. Regional. Inscrição:«“There is no way to peace, peace is the way - Mahatma Gandhi” Mohandas Karamchand Gandhi 1869 - 1948» |
|                                                             | Geminação de Funchal e Leichlingen                         | Passeio Público Marítimo                                                                                  | 1996                                        |                                                                                            | Escultura de metal e pedra, alusiva à geminação das duas cidades. |
|                                                             | Henrique Augusto Vieira de Castro                          | R. João de Deus, 13, Museu Henrique e Francisco Franco                                                    | 1924                                        | Francisco Franco                                                                           | Busto de bronze. Inaugurado no Hospital dos Marmeleiros em 2 de janeiro de 1943. |
|                                                             | Ilhéu do Gorgulho (ou do Lido)                             | Jardim Panorâmico do Lido                                                                                 | 2005                                        | Rigo                                                                                       | Painel de azulejos que ilustra o Ilhéu do Gorgulho (ou do Lido) tal como visível daquele ponto. |
|                                                             | Imagination in Your Hands                                  | Porto do Funchal                                                                                          | 2012                                        | Olliemoonsta                                                                               | Mural. |
|                                                             | Infante D. Henrique                                        | Pç. do Infante 32° 38′ 47″ N, 16° 54′ 47″ O                                                               | 1941 1947 (inaug.)                          | Leopoldo de Almeida                                                                        | Estátua de bronze sobre um pedestal e sob um arco de pedra. |
|                                                             | Isabel da Baviera (Sissi)                                  | Jardins do Pestana Casino Park Hotel 32° 38′ 41″ N, 16° 55′ 02″ O                                         | 2000                                        | Lagoa Henriques                                                                            | Estátua de bronze sobre base de mármore cor-de-rosa. |
|                                                             | Jaime Moniz                                                | Lg. Jaime Moniz 32° 38′ 58″ N, 16° 54′ 08″ O                                                              | 1961 1962 (inaug.)                          | P. Anjos Teixeira                                                                          | Estátua em mármore branco em frente à Escola Secundária Jaime Moniz. |
|                                                             | João Abel de Freitas                                       | Av. Arriaga, jardim norte do Palácio de S. Lourenço 32° 38′ 50″ N, 16° 54′ 37″ O                          | 1954                                        | Leopoldo de Almeida                                                                        | Busto de bronze. |
|                                                             | João dos Reis Gomes                                        | Jardim Municipal 32° 38′ 52″ N, 16° 54′ 40″ O                                                             | 1950 1956 (inaug.)                          | Salvador Barata Feyo                                                                       | Busto de bronze. |
|                                                             | João Fernandes Vieira                                      | Jardim Municipal 32° 38′ 53″ N, 16° 54′ 40″ O                                                             | 1925                                        | António da Costa Motta (Sobrinho)                                                          | Busto de bronze. |
|                                                             | João Francisco de Almada                                   | Rampa da Qta. de Santana                                                                                  | 1974                                        | P. Anjos Teixeira                                                                          | Busto de bronze. |
|                                                             | João Gonçalves Zarco                                       | ER103, 47 32° 41′ 05,1″ N, 16° 54′ 06,2″ O                                                                | 1914                                        | Francisco Franco                                                                           | Busto de bronze. |
|                                                             | João Gonçalves Zarco                                       | Av. Arriaga/Av. Zarco 32° 38′ 52″ N, 16° 54′ 35″ O                                                        | 1927 1934 (inaug.)                          | Francisco Franco (esc.), Cristiano da Silva (arq. do pedestal)                             | Estátua de bronze num pedestal pétreo alto. |
|                                                             | João Gonçalves Zarco                                       | R. da Ponta da Cruz                                                                                       | 2004                                        | Augusto Cid                                                                                | Estátua de bronze. Réplica, encomendada pela C.ra Municipal do Funchal no âmbito dos 500 anos da cidade, de uma estátua em Belém (Lisboa). |
|                                                             | José Maria Ferreira de Castro                              | Av. Arriaga, 27, Golden Gate Grand Café                                                                   | 2001                                        | Ricardo Velosa                                                                             | Medalhão de bronze com retrato em relevo afixado na parede do edifício juntamente com duas placas com texto. |
|                                                             | José Marques Jardim                                        | Lg. da Fonte, Monte                                                                                       | 1985                                        | P. Anjos Teixeira                                                                          | Busto de bronze do pe. José Marques Jardim. |
|                                                             | Józef Piłsudski                                            | R. António José de Almeida                                                                                | 2009                                        | Ricardo Velosa                                                                             | Busto de bronze. |
|                                                             | Júlio Dinis                                                | R. da Carreira 32° 38′ 55″ N, 16° 54′ 40″ O                                                               | 1993 (assin.) 1995 (inaug.)                 | Ricardo Velosa                                                                             | Estátua de bronze. |
|                                                             | Justiça                                                    | R. do Marquês do Funchal, Palácio da Justiça 32° 39′ 01″ N, 16° 54′ 31″ O                                 | 1962                                        | António Duarte                                                                             | Estátua de bronze situada em frente à entrada do Palácio da Justiça e sobranceira a um chafariz monumental. |
|                                                             | Karl Briullov                                              | Jardim Municipal                                                                                          | 2013                                        | Luís Paixão                                                                                | Busto de bronze. |
|                                                             | Laurindo Leal Pestana                                      | Adro da Igr. do Socorro                                                                                   | 1952 (assinat.) 1953 (inaug.)               | Rebelo Júnior                                                                              | Busto de bronze do pe. Laurindo Leal Pestana. |
|                                                             | Luís da Câmara Pestana                                     | R. do Lazareto, 125                                                                                       | 1906                                        | F. Füller                                                                                  | Busto de bronze no átrio da Casa de Saúde Câmara Pestana. |
|                                                             | Luís Peter Clode                                           | Conservatório Escola das Artes                                                                            | 2004                                        | Luiza Clode                                                                                | Busto de bronze. |
|                                                             | Manuel I                                                   | Jardim da Pç. de Tenerife (Campo da Barca)                                                                | 2001                                        | Nicolau Viana                                                                              | Busto de bronze. |
|                                                             | Marconi                                                    | R. Leichlingen                                                                                            | 1994                                        |                                                                                            | Escultura de basalto comemorativa da empresa Marconi. |
|                                                             | Mary Jane Wilson                                           | Lg. Severiano Ferraz                                                                                      | 2006                                        | Ricardo Velosa                                                                             | Estátua de bronze. |
|                                                             | Maximiano de Sousa (Max)                                   | R. D. Carlos I, Jardim do Almirante Reis                                                                  | 1991                                        | Luiza Clode                                                                                | Busto de bronze. Antes o busto encontrava-se no Lg. do Corpo Santo. |
|                                                             | Os Meninos                                                 | Lago do Jardim Municipal                                                                                  | 1943                                        | António Maria Ribeiro                                                                      | Estátua em mármore sobre base de betão revestida a feijoco. |
|                                                             | Monumento à Autonomia                                      | Pç. da Autonomia                                                                                          | 1987                                        | Ricardo Velosa                                                                             | Estátua de bronze. Inicialmente situada perto do Aeroporto da Madeira, foi transladada para o atual local em 1991. |
|                                                             | Monumento à Bordadeira Madeirense                          | R. João de Deus 32° 39′ 03″ N, 16° 54′ 10″ O                                                              | 1986                                        | P. Anjos Teixeira                                                                          | Estátua de bronze. |
|                                                             | Monumento à Florista                                       | Jardim da Pç. de Tenerife (Campo da Barca)                                                                | 1981                                        | P. Anjos Teixeira                                                                          | Estátua de bronze. |
|                                                             | Monumento ao 58.º Aniversário da Força Aérea               | Pç. da Autonomia 32° 38′ 49″ N, 16° 54′ 20″ O                                                             | 2010                                        | Luís Pereira (arquiteto)                                                                   | Escultura metálica. |
|                                                             | Monumento ao Barqueiro                                     | Av. do Mar 32° 38′ 48″ N, 16° 54′ 23″ O                                                                   | 2004                                        | António Rodrigues                                                                          | Duas colunas semicirculares, uma com o relevo e outra com o contrarrelevo da imagem de um homem a carregar uma mulher aos ombros sobre ondas. |
|                                                             | Monumento ao Combatente Madeirense                         | Jardim da R. Estados Unidos da América (Mata da Nazaré)                                                   | 1988                                        | Ricardo Velosa                                                                             | Estátua de bronze e mármore, representando um anjo ajoelhado e a olhar para o céu. Tributo aos combatentes na Guerra Colonial. |
|                                                             | Monumento ao Emigrante Madeirense                          | Av. do Mar 32° 38′ 48″ N, 16° 54′ 32″ O                                                                   | 1982                                        | Franco Fernandes                                                                           | Estátua de bronze. |
|                                                             | Monumento ao Empresário Madeirense                         | Av. do Mar 32° 38′ 48″ N, 16° 54′ 21″ O                                                                   | 2001                                        | Martim Velosa                                                                              | Estátua de bronze. |
|                                                             | Monumento ao Jogador de Futebol                            | Jardim do Almirante Reis 32° 38′ 49″ N, 16° 54′ 04″ O                                                     | 2005                                        | Martim Velosa                                                                              | Estátua de bronze. |
|                                                             | Monumento aos 500 anos da Diocese do Funchal               | Jardim do Almirante Reis                                                                                  | 2014                                        | Ricardo Velosa                                                                             | Escultura de bronze. |
|                                                             | Monumento aos Carreiros do Monte                           | Lg. da Fonte / Caminho das Babosas                                                                        | 1992                                        | Ricardo Velosa                                                                             | Placa grande de bronze com o relevo de um carro de cesto conduzido por um carreiro, típico da freguesia do Monte. |
|                                                             | Monumento aos Mortos daGrande Guerra                       | Av. do Mar 32° 38′ 46,8″ N, 16° 54′ 38,5″ O                                                               | 1935 1936 (inaug.)                          | Francisco Franco (esc.), Moreira Rato (arq.)                                               | Escultura de pedra com pormenores de bronze evocativa da I Guerra Mundial. Projeto da Liga dos Combatentes. |
|                                                             | Monumento aos Mortos na Manhã de 3 de Dezembro de 1916     | Cemitério de N.ª Sra. das Angústias, S. Martinho                                                          | 1917                                        | Francisco Franco                                                                           | Escultura de bronze de um homem a emergir das ondas elevando os braços ao céu, Alusivo ao torpedeamento de três navios aportados no Funchal e do bombardeamento marítimo da cidade. No pedestal estão gravados versos de Jaime Câmara. O monumento foi inicialmente instalado no antigo Cemitério de N.ª Sra. das Angústias, onde hoje se encontra o Parque de Sta. Catarina. |
|                                                             | Monumento ao Trabalhador ou O Enforcado (coloquial)        | Pç. da Assicom 32° 38′ 26,8″ N, 16° 56′ 54,4″ O                                                           | 2004                                        | Ricardo Velosa                                                                             | Estátua de bronze pendurada numa armação de aço. |
|                                                             | Monumento ao Trabalhador Madeirense                        | Av. Francisco Sá Carneiro 32° 38′ 43″ N, 16° 54′ 48″ O                                                    | 1973 1979 (inaug.)                          | P. Anjos Teixeira                                                                          | Estátua de bronze. Homenagem aos construtores das levadas e dos poios na ilha. |
|                                                             | Monumento ao Turista                                       | Pç. do Turista                                                                                            | 1989                                        | Ricardo Velosa                                                                             | Escultura de bronze. |
|                                                             | Monumento à Paz e à Liberdade                              | Lg. da Paz 32° 38′ 34″ N, 16° 55′ 27″ O                                                                   | 1988                                        | Manuela Aranha                                                                             | Estátua de bronze sobre suporte pétreo. Esteve instalada provisoriamente durante dois anos na Av. do Mar. |
|                                                             | Monumento àRevolta da Madeira de 1931                      | Lg. Charles, Conde de Lambert                                                                             | 1991 (assin.) 1992 (inaug.)                 | Ricardo Velosa                                                                             | Estátua de bronze de um homem ladeado por colunas de cimento, as quais tenta derrubar. |
|                                                             | Murais no porto                                            | Marina e Porto do Funchal                                                                                 |                                             | vários                                                                                     | Murais ao longo dos pontões do porto e da marina, muitos deles realizados por tripulações de navios. |
|                                                             | Nossa Senhora da Paz                                       | Terreiro da Luta 32° 41′ 04″ N, 16° 53′ 56″ O                                                             | 1927                                        | Emanuel Ribeiro (arq.), José Pereira (esc.), José Rodrigues França, Manuel Jacinto (pedr.) | Estátua de calcário sobre um pedestal alto. Foi construída como cumprimento de uma promessa a N.ª Sra. do Monte, durante a I Grande Guerra, após um bombardeamento submarino alemão à costa do Funchal, em 3 de dezembro de 1917. Na base do pedestal, encontra-se um rosário composto pelas correntes dos navios afundados no porto do Funchal durante o conflito. |
|                                                             | Nossa Senhora de Fátima                                    | R. do Til/R. dos Marmeleiros                                                                              | 2010                                        | Manuel Fernando da Silva Machado                                                           | Estátua em memória da passagem da imagem peregrina de N.ª Sra. de Fátima pela Diocese do Funchal, entre 12 de outubro de 2009 e 13 de maio de 2010. |
|                                                             | Nossa Senhora do Monte                                     | Igr. de N.ª Sra. do Monte                                                                                 | ??                                          | ??                                                                                         | Imagem de N.ª Sra. do Monte num nicho na fachada da igreja. |
|                                                             | Onda                                                       | Jardim da Ajuda                                                                                           | 2005                                        | Leonor Neves, Letícia Garcês                                                               | Escultura metálica. |
|                                                             | Papa João Paulo II                                         | Adro da Sé Catedral 32° 38′ 52″ N, 16° 54′ 30″ O                                                          | 1995                                        | Lagoa Henriques                                                                            | Estátua de bronze.f |
|                                                             | Padrão em Memória do Raid Aéreo Lisboa-Funchal de 1921     | Av. do Mar 32° 38′ 48″ N, 16° 54′ 27″ O                                                                   | 1922                                        | Club Militar Naval                                                                         | Padrão encimado por uma ave de bronze. Comemora o voo entre Lisboa e Funchal dos aviadores Gago Coutinho e Sacadura Cabral, em 1921, em preparação da primeira travessia aérea do Atlântico Sul, no ano seguinte. |
|                                                             | Padrão de Santo Agostinho                                  | Jardim da Qta. Magnólia                                                                                   | 1982                                        |                                                                                            | Réplica do padrão levantado por Diogo Cão, em 1482, no atual Cabo de Sta. Maria e cujo original se encontra na Sociedade de Geografia de Lisboa. |
|                                                             | Padrão dos Descobrimentos                                  | Av. do Mar                                                                                                | c. 1960                                     |                                                                                            | Padrão comemorativo dos Descobrimentos portugueses com uma estrofe d'Os Lusíadas inscrita. |
|                                                             | Parquímetros                                               | | 2015                                        | vários                                                                                     | Murais em alguns parquímetros da cidade, rrealizados por Carina Mendonça, Dina Cró, Fátima Spínola, Marcos Milewski, Olga Drack, Pedro Silva. |
|                                                             | Pedra de Dighton (réplica)                                 | Passeio Público Marítimo                                                                                  | 2005                                        |                                                                                            | Réplica da Pedra de Dighton, no Massachusetts. Alude à Declaração da Independência dos EUA, a qual os "pais fundadores" brindaram com vinho da Madeira. |
| Ficheiro:Fragmento pelourinho funchal quinta das cruzes.png | Pelourinho do Funchal (fragmentos do original)             | Jardins do Museu Qta. das Cruzes                                                                          | 1486                                        | Oficinas ducais da Ordem de Cristo                                                         | Dois fragmentos do antigo pelourinho em calcário brecha da Serra da Arrábida, mandado enviar pelo duque D. Manuel na década de 1480 e localizado no Lg. do Pelourinho. O primeiro pelourinho plantado no Lg. do Pelourinho terá sido em madeira, sendo substituído por um em pedra poucos anos depois. Na década de 1830, o executivo camarário mandou demoli-lo, por considerá-lo reminiscência do Antigo Regime. Um dos fragmentos conservados no Museu Qta. das Cruzes foi incorporado, em 2016, na atual réplica do pelourinho, situada na morada original. |
|                                                             | Pelourinho do Funchal (réplica)                            | Lg. do Pelourinho                                                                                         | 1989                                        |                                                                                            | Réplica do antigo pelourinho situada no local original e inaugurada em 21 de agosto de 1989. Entre 2013 e 2014, durante as obras de remodelação do Lg. do Pelourinho após o aluvião de 2010, esta réplica foi desmontada e removida do local, acabando mais tarde por ser substituída por outra. |
|                                                             | Pelourinho do Funchal (réplica com fragmentos do original) | Lg. do Pelourinho 32° 38′ 53,3″ N, 16° 54′ 18,7″ O                                                        | 2016                                        |                                                                                            | Segunda réplica do pelourinho original, incorporando dois fragmentos deste: um dos que se encontrava no Museu Qta. das Cruzes e outro descoberto no local aquando das escavações após o aluvião de 2010 (nas escavações arqueológicas foram encontrados o embasamento e o capitel). A atual réplica foi instalada em 2016. |
|                                                             | Pilar de Banger                                            | Av. do Mar                                                                                                | 1789                                        | John Light Banger                                                                          | Ruína do pilar construído pelo comerciante John Light Banger, demolido em 1939 e cuja base foi reposta por 1990, após descoberta aquando da repavimentação da Av. do Mar. |
|                                                             | Poema de Maria Aurora                                      | Jardim Municipal do Funchal                                                                               | 2014                                        | Maria Aurora (texto)                                                                       | Placa de bronze com um poema de Maria Aurora Carvalho Homem inaugurada a propósito da Feira do Livro de 2014, por iniciativa do Município do Funchal e em homenagem à escritora. Foi também instituído o Prémio Municipal Maria Aurora – Igualdade de Género, atribuído pela primeira vez em 2015. |
|                                                             | Poemas na Rua de Santa Maria                               | R. Sta. Maria                                                                                             | 2011                                        | vários                                                                                     | Poemas de autores locais afixados ao longo da R. Sta. Maria. |
|                                                             | Portal da bateria da antiga Alfândega                      | Pátio da Assembleia Legislativa                                                                           | 1644                                        | Bartolomeu João, mestre das obras reais                                                    | Portal que se encontrava frente à R. das Capelistas, retirado para a entrada de viaturas no pátio e reposto em 1990. |
|                                                             | Portão dos Varadouros ou Portas da Cidade                  | Lg. dos Varadouros 32° 38′ 51,1″ N, 16° 54′ 24,3″ O                                                       | 2004                                        |                                                                                            | Réplica do portal original, que pertencia à muralha defensiva do Funchal e foi construído em 1689, no tempo do governador D. Lourenço de Almada, e demolido em 1911. Esta réplica foi erigida em 2004, no âmbito das comemorações dos 500 anos da ascensão do Funchal a cidade. |
|                                                             | Providência                                                | R. do Bom Jesus, Direção Regional da Segurança Social                                                     | 1971                                        | Lagoa Henriques                                                                            | Estátua de bronze. |
|                                                             | Regata “América 500”                                       | Jardim do Lido                                                                                            | 1992                                        |                                                                                            | Vela de alumínio num caixilho de basalto com um placa com o mapa da 1.ª rota de Colombo à América. Tributo ao vencedor da Regata "América 500". |
|                                                             | Robert Baden-Powell                                        | R. João Tavira                                                                                            | 1997 (assinat.) 1998 (inaug.)               | Ricardo Velosa                                                                             | Busto de bronze. |
|                                                             | Rotary International                                       | Estr. Monumental                                                                                          | 2005                                        |                                                                                            | Grande roda dentada com bandeiras de vários países em comemoração do centenário do Rotary International. |
|                                                             | Rui Vieira                                                 | Jardim Botânico da Madeira                                                                                |                                             | António Rodrigues                                                                          | Busto de bronze. |
|                                                             | São Francisco de Assis                                     | Jardim Municipal 32° 38′ 51″ N, 16° 54′ 42″ O                                                             | 1982                                        | Jaime Santos                                                                               | Estátua de bronze. |
|                                                             | São João Bosco                                             | Lg. de S. João Bosco                                                                                      | 1988                                        | José Noites                                                                                | Busto de bronze. |
|                                                             | São João de Deus                                           | Caminho do Trapiche                                                                                       | 1971                                        |                                                                                            | Estátua de pedra na Casa de Saúde S. João de Deus. |
|                                                             | São Lourenço                                               | Lg. da Restauração, sobre a antiga porta principal do Palácio de S. Lourenço 32° 38′ 50″ N, 16° 54′ 36″ O | 1636                                        |                                                                                            | A imagem do santo é feita de cantaria rija (traquibasalto), mede 99 cm e encontra-se num nicho de arco de volta inteira, também ele de traquibasalto, sobre o pórtico. |
|                                                             | São Tiago Menor                                            | R. Marquês do Funchal, Paços do Município                                                                 | 1944                                        | António Duarte                                                                             | Baixo-relevo em basalto do santo padroeiro da cidade. |
|                                                             | O Semeador                                                 | R. Pe. Gonçalves da Câmara 32° 38′ 59″ N, 16° 54′ 28″ O                                                   | 1919 (proj.) 1923 (fundiç.)                 | Francisco Franco                                                                           | Estátua de bronze. |
|                                                             | Sereia                                                     | Marina do Funchal 32° 38′ 45″ N, 16° 54′ 37″ O                                                            | 1989                                        | Ricardo Velosa                                                                             | Estátua de bronze. |
|                                                             | Simão Bolívar                                              | Jardim Municipal 32° 38′ 51″ N, 16° 54′ 41″ O                                                             | 1973 1980 (inaug.)                          | Arturo Rus Aguilera                                                                        | Busto de bronze. |
|                                                             | Solidariedade                                              | Av. do Mar, autossilo do Jardim Almirante Reis 32° 38′ 49″ N, 16° 54′ 11″ O                               | 1998                                        | Ricardo Velosa                                                                             | Escultura de bronze. Oferecida à C.ra Municipal do Funchal pela Parques de Estacionamento do Funchal em 2003. |
|                                                             | «Somos Campeões 2016»                                      | R. da Rib.ra de João Gomes 32° 39′ 11,7″ N, 16° 54′ 05,5″ O                                               | 2016                                        | Luísa Spínola, Atelier Gatafunhos                                                          | Mural com a imagem de Cristiano Ronaldo e a frase «Somos campeões 2016», evocativo da vitória de Portugal no Campeonato Europeu de Futebol desse ano. |
|                                                             | Torso de Mulher                                            | Parque de Sta. Catarina 32° 38′ 46″ N, 16° 54′ 48″ O                                                      | 1989                                        | Ricardo Velosa                                                                             | Estátua de bronze. |
|                                                             | Torso de Mulher                                            | Av. Arriaga, pátio nascente do Teatro Municipal Baltazar Dias 32° 38′ 48″ N, 16° 54′ 40″ O                |                                             |                                                                                            | Estátua de bronze. |
|                                                             | Transporte do Vinho                                        | Lg. da Feira                                                                                              | 1981                                        | P. Anjos Teixeira                                                                          | Estátua de bronze de um borracheiro e dois bois a arrastarem uma corsa com uma pipa de vinho. Até 2008, a estátua encontrava-se na Av. Calouste Gulbenkian. |
|                                                             | Trilogia dos Poderes                                       | Lado nascente da Assembleia Legislativa 32° 38′ 50″ N, 16° 54′ 28″ O                                      | 1990                                        | Amândio de Sousa                                                                           | Escultura de bronze. |
|                                                             | Universalidade                                             | Caminho de Sto. António / Estr. das Maravilhas 32° 38′ 53″ N, 16° 55′ 17″ O                               | 1991                                        | José Encarnação                                                                            | Escultura metálica pintada de vermelho. Erguida aquando da visita do papa João Paulo II à Madeira, em 1991. |
|                                                             | Voluntariado                                               | Jardim do Lido                                                                                            | 2002                                        | Martim Velosa                                                                              | Muro de cimento com três recortes de silhuetas de mãos. Comemora o Ano Internacional dos Voluntários (2001). |
|                                                             | Vontade de Vencer                                          | Rotunda Antonino de Ascensão Figueira                                                                     | 2008                                        | Ricardo Velosa                                                                             | Escultura de bronze, alegoria ao desportivismo. |
|                                                             | Zapruder                                                   | Av. do Mar, Autossilo do Almirante Reis 32° 38′ 49″ N, 16° 54′ 11″ O                                      | 2015                                        | Bárbara Gil                                                                                | Mural que retrata uma figura feminina a segurar uma máquina Bell & Howell, igual à utilizada por Abraham Zapruder quando filmou o assassinato de John F. Kennedy, daí o título. |

## Machico
| Imagem | Título/Tema                  | Localização                                                | Ano  | Autor             | Descrição e referências                                                                                                   |
| ------ | ---------------------------- | ---------------------------------------------------------- | ---- | ----------------- | --- |
|        | Bailinho da Madeira          | Entrada do Fórum Machico                                   | 1972 | Mario Agostinelli | Estátua de um casal de dançarinos do bailinho da Madeira.                                                                 |
|        | Mãe Natureza                 | R. da Alagoa, Jardim da J.ta de Freguesia do Porto da Cruz | ??   | Jacinto Rodrigues | Escultura de pedra: torso nu de mulher a nascer de uma flor, sobre uma coluna com o brasão da freguesia do Porto da Cruz. |
|        | Monumento ao Borracheiro     | R. Dr. João Abel de Freitas, Porto da Cruz                 | ??   | Jacinto Rodrigues | Estátua do torso de um borracheiro a carregar um barril.                                                                  |
|        | Monumento ao Levadeiro       | Rotunda ER 108/VE 1, Porto da Cruz                         | 2003 | Jacinto Rodrigues | Escultura de pedra no centro dum chafariz: cabeça com barrete de vilão sobre uma coluna com motivos florais e marítimos.  |
|        | Nossa Senhora do Bom Caminho | Miradouro da Portela, ER 110, Sto. António da Serra        | ??   | Jacinto Rodrigues | Estátua pequena de mármore.                                                                                               |
|        | Tristão Vaz Teixeira         | Lg. D. António Jardim de Oliveira                          | 1971 | P. Anjos Teixeira | Estátua de bronze. |

## Ponta do Sol
| Imagem | Título/Tema    | Localização                                          | Ano  | Autor            | Descrição e referências                                                          |
| ------ | -------------- | ---------------------------------------------------- | ---- | ---------------- | -------------------------------------------------------------------------------- |
|        | Justiça        | Av. do Mar (ER101), Tribunal da Ponta do Sol         | 1994 | Amândio de Sousa | Estátua de bronze da Justiça, com um livro no colo e um ramo de oliveira na mão. |
|        | Manuel Correia | Av. 1 de Fevereiro/Estr. do Torreão, Madalena do Mar | 1998 | ??               | Busto de bronze.                                                                 |

## Porto Moniz
| Imagem | Título/Tema      | Localização                                 | Ano       | Autor            | Descrição e referências                                                                           |
| ------ | ---------------- | ------------------------------------------- | --------- | ---------------- | ------------------------------------------------------------------------------------------------- |
|        | Ascese           | Rotunda dos Pescadores                      | 1970s     | Franco Fernandes | Estátua de bronze de mulher em pé e homem ajoelhado; pedestal pétreo em forma de barco.           |
|        | Mary Jane Wilson | Igr. de Sta. Maria Madalena, Sítio da Santa | ??        | Ricardo Velosa   | Busto de bronze.                                                                                  |
|        | Mary Jane Wilson | Igr. de Sta. Maria Madalena, Sítio da Santa | 1959 2005 | ??               | Painel de azulejos com imagem da irmã Wilson e a citação «Façamos todo o bem que nos é possível». |

## Porto Santo
| Imagem | Título/Tema                                                    | Localização                            | Ano  | Autor          | Descrição e referências |
| ------ | -------------------------------------------------------------- | -------------------------------------- | ---- | -------------- | --- |
|        | António Schiappa de Azevedo                                    | Pico do Castelo                        | 1957 | Delfim Maya    | Busto de bronze. Na placa de identificação pode ler-se abaixo do seu nome a seguinte descrição: "Notável iniciador da arborização do Porto Santo".                                                        |
|        | Cristóvão Colombo                                              | Jardim da Av. Infante D. Henrique      | 1989 | Ricardo Velosa | Busto de bronze. |
|        | Francisco José Peile da Costa Maya                             | Miradouro das Flores                   |      |                | Busto de bronze. |
|        | Nossa Senhora de Fátima                                        | Quintal da Igr. de N.ª Sra. da Piedade | 2013 |                | Estátua «[e]m memória e gratidão pela visita da imagem peregrina de N.ª Sra. de Fátima às paróquias do Porto Santo de 27 de [f]evereiro a 6 de [m]arço de 2010.».                                         |
|        | O Barqueiro                                                    | Pç. do Barqueiro                       | 2003 |                | Estátua de bronze. |
|        | Padrão / Monumento dos Descobrimentos ou Pau de Sabão (coloq.) | Al. do Infante D. Henrique             | 1960 | António Aragão | Padrão basáltico em forma de paralelepípedo quadrangular com baixos-relevos alusivos aos descobrimentos portugueses. É vulgarmente conhecido como o Pau de Sabão. Foi inaugurado em 28 de agosto de 1960. |

## Ribeira Brava
| Imagem | Título/Tema                  | Localização                                              | Ano  | Autor               | Descrição e referências |
| ------ | ---------------------------- | -------------------------------------------------------- | ---- | ------------------- | --- |
|        | Cavalos                      | R. Gago Coutinho e Sacadura Cabral (ER 101)              | ??   | ??                  | Relevo em rocha de arenito de um cavalo com dois potros. |
|        | Francisco Correia de Herédia | R. Gago Coutinho e Sacadura Cabral                       | 1964 | Agostinho Rodrigues | Busto de bronze. Inscrição:«Ao Visconde da Ribeira Brava Fundador do Concelho 6-5-1914—6-5-1964»                                                                                                |
|        | Jordão Faria Paulino         | R. Padre José Antero, Campanário                         | 2006 | Ricardo Velosa      | Busto de bronze. Inscrição:«Homenagem da Freguesia de Campanário ao médico Dr. Jordão Faria Paulino Nasceu a 09-02-1915 Faleceu a 01-08-2001 Inaugurado em 15-05-2006 Doado por José Gonçalves» |
|        | Luís Mendes                  | R. do Visconde, Jardim da C.ra Municipal da Rib.ra Brava | 1989 | Ricardo Velosa      | Busto de bronze. Inscrição:«Luís Mendes Presidente da Câmara 1973-1986» |
|        | Manuel Álvares               | R. dos Camachos, adro da Igreja                          | 1972 | Amândio de Sousa    | Busto de bronze, inaugurado em 1 de agosto de 1972. Inscrição:«Padre Manuel Álvares 1526-1583 Autor da Arte da Gramática (De Institutione Grammatica) Homenagem do Município»                   |

## Santa Cruz
| Imagem | Título/Tema | Localização                                        | Ano                           | Autor                         | Descrição e referências |
| --- | --- | -------------------------------------------------- | ----------------------------- | ----------------------------- | --- |
| | Aires de Ornelas e Vasconcelos | Lg. Conselheiro Aires de Ornelas, Camacha          | 1967 (assinat.) 1969 (inaug.) | P. Anjos Teixeira             | Busto de bronze. Inaugurado a 6 de julho de 1969. |
| | A Terra e o Mar | Praia das Palmeiras, Sta. Cruz                     | 1991                          | Lagoa Henriques               | Duas estátuas de bronze, representando uma o mar e outra a terra: uma mulher em pé a olhar o mar, com uma concha na mão, e um homem sentado numa rocha, com um cacho de uvas na mão e olhando para terra (na imagem). Inauguradas em 29 de julho de 1991. |
| | A Terra e o Mar ou Agricultura e Pesca | Alameda, Mercado Municipal de Sta. Cruz, Sta. Cruz | 1962                          | António Aragão                | Dois painéis de cerâmica policromada em baixo-relevo que ladeiam a entrada do Mercado Municipal ou "Mercado da Vila". Têm 3,5 x 2,1 m de dimensão e representam a atividade piscatória e agrícola da ilha. Na primeira imagem, temos o painel alusivo à agricultura ou à terra, que retrata a aradura e a semeadura; na segunda, o alusivo à pesca ou ao mar, com cenas da pesca e venda do peixe. Foram produzidos na fábrica de loiça do Outeiro, em Águeda.                               |
| | A Terra e o Mar ou Agricultura e Pesca | Alameda, Mercado Municipal de Sta. Cruz, Sta. Cruz | 1962                          | António Aragão                | Dois painéis de cerâmica policromada em baixo-relevo que ladeiam a entrada do Mercado Municipal ou "Mercado da Vila". Têm 3,5 x 2,1 m de dimensão e representam a atividade piscatória e agrícola da ilha. Na primeira imagem, temos o painel alusivo à agricultura ou à terra, que retrata a aradura e a semeadura; na segunda, o alusivo à pesca ou ao mar, com cenas da pesca e venda do peixe. Foram produzidos na fábrica de loiça do Outeiro, em Águeda.                               |
| | Cristiano Ronaldo | Aeroporto Internacional da Madeira, Sta. Cruz      | 2017                          | Emanuel Santos                | Busto de bronze. Foi inaugurado em março de 2017, no momento da atribuição do nome de Cristiano Ronaldo ao aeroporto. A escultura gerou muita polémica dada a pouca fidelidade com os traços do rosto do retratado e acabou por ser substituída, em junho de 2018, por um novo busto de outro autor. |
| | Cristiano Ronaldo | Aeroporto Internacional da Madeira, Sta. Cruz      | 2018                          | Carlos García                 | Busto de bronze. Substituiu, em 2018, o busto feito um ano antes por Emanuel Santos, após da polémica acerca da exatidão daquele retrato. |
| | Cruzeiro de Santa Cruz | Pç. Dr. João Abel de Freitas                       | séc. XVI                      |                               | Cruzeiro de pedra mandado erigir por João de Freitas (c. 1475 – c. 1533) no primeiro quartel do séc. XVI. Foi restaurado em 1889. |
| | Escultura com Gravura de Mulher | R. Bela de S. José, Qta. do Revoredo, Sta. Cruz    | ??                            | ??                            | Bloco irregular de pedra com a gravura de uma mulher. |
| | Florista | R. Bela de S. José, Qta. do Revoredo, Sta. Cruz    | 1972                          | Mario Agostinelli             | Estátua de bronze de uma florista. Encontrava-se originalmente no Hotel Atlantis Madeira, em Água de Pena, que foi demolido em 2000 por causa da expansão da pista do aeroporto. Inscrição:«Esta peça da autoria do escultor Agostinelli, em homenagem à Florista da Madeira pertenceu ao Hotel Atlantis Madeira e foi oferecida ao Município de Santa Cruz pela Presidente do Grupo Grão-Pará, Fernanda Pires da SilvaÁgua de Pena 1972-1999                                                |
| | Maria de São Francisco Wilson | Jardim Municipal de Sta. Cruz, Sta. Cruz           | 2014                          | Luís Paixão                   | Estátua de Mary Jane Wilson sentada com três crianças, uma ao colo e uma em cada lado. Inscrição:«Irmã Maria de São Francisco Wilson "Boa Mãe" (1840-1916)» |
| | Monumento ao Futebol | Lg. Conselheiro Aires de Ornelas, Camacha          | 1969                          | Amândio de Sousa              | Escultura abstrata de bronze e muro de pedra com a inscrição:«Aqui se jogou futebol pela primeira vez em Portugal 1875 Camacha»ver: História do futebol em Portugal |
| | Sagrado Coração de Jesus ou Cristo Rei do Garajau | Ponta do Garajau, Caniço                           | 1927                          | Georges Serraz, Pierre Lenoir | Estátua de pedra do Sagrado Coração de Jesus. Com o pedestal, mede 14 m de altura. Inscrições: \| «Ayres d'Ornellas de Vasconcellos 15.º proprietário do morgado do Canisso e sua mulher D. Maria de Jesus Souza e Holstein em cumprimento d'um voto mandaram erigir este monumento ao Sacrado Coração de Jesus em 1927» \| «D. António Pereira Ribeiro Bispo do Funchal lançou a benção solemne a esta estátua do Sagrado Coração de Jesus em 30 d'Outubro de 1927 Festa de Christo Rei» \| |
| «Ayres d'Ornellas de Vasconcellos 15.º proprietário do morgado do Canisso e sua mulher D. Maria de Jesus Souza e Holstein em cumprimento d'um voto mandaram erigir este monumento ao Sacrado Coração de Jesus em 1927» | «D. António Pereira Ribeiro Bispo do Funchal lançou a benção solemne a esta estátua do Sagrado Coração de Jesus em 30 d'Outubro de 1927 Festa de Christo Rei» |                                                    |                               |                               | |

## Santana
| Imagem | Título/Tema                          | Localização                                                             | Ano                           | Autor               | Descrição e referências |
| ------ | ------------------------------------ | ----------------------------------------------------------------------- | ----------------------------- | ------------------- | --- |
|        | Nossa Senhora de Fátima com o Menino | Paços do Concelho de Santana                                            | 1959                          | António Aragão      | Alto-relevo de pedra. Inscrição:«Passagem da Imagem Peregrina de Nossa Senhora de Fátima no Município de Santana de 08 a 21 de Março de 2010. Paços do Concelho,16 de março de 2010» |
|        | Simão Bolívar                        | Trav. da Igreja, Faial                                                  | 2000                          | Arturo Rus Aguilera | Busto de bronze. Inscrição:«Simón Bolívar Libertador 24-07-1783 / 17-12-1830Inaugurado por Suas Excelências o Senhor Ministro dos Negócios Estrangeiros da República Bolivariana da Venezuela, Dr. José Vicente Rangel e o Senhor Presidente do Governo Regional da Madeira, Dr. Alberto João Cardoso Gonçalves Jardim.Faial, 25 de Fevereiro de 2000 Doação da associação civil "Filhos do Faial na Venezuela"» |
|        | Teodósio Clemente de Gouveia         | Estr. Cor. Homem da Costa / R. Cardeal D. Teodósio de Gouveia, S. Jorge | 1963 (assinat.) 1967 (inaug.) | P. Anjos Teixeira   | Busto de bronze. Inscrição:«D. Teodósio Clemente de Gouveia Cardeal Arcebispo de Lourenço Marques Filho desta freguesia Nasc. 13-5-1889 e falec. 6-2-1962 Príncipe da Igreja ao serviço das missões e de Portugal no Ultramar Homenagem da Câmara Municipal de Santana 1967» |

## São Vicente
| Imagem | Título/Tema                               | Localização                                    | Ano                           | Autor              | Descrição e referências |
| ------ | ----------------------------------------- | ---------------------------------------------- | ----------------------------- | ------------------ | --- |
|        | Horácio Bento de Gouveia                  | ER101, Sítio dos Terços, Ponta Delgada         | 2003                          | Manuela Aranha     | Busto de bronze. Inscrição:«Horácio Bento de Gouveia jornalista, professor e escritor ilustre filho desta terra 1901-1983» |
|        | Monumento ao Romeiro e Poços Comunitários | R. Dr. Horácio Bento de Gouveia, Ponta Delgada | 2009 (assinat.) 2011 (inaug.) | Gonçalo 76 Martins | 6 estátuas de mármore divididas em 2 grupos: 1) três romeiros e 2) duas lavadeiras com uma criança junto aos poços comunitários. Cada estátua mede cerca de 2 x 1 m. O primeiro conjunto representa os peregrinos que iam todos os anos do sul para o norte da ilha da Madeira até Ponta Delgada para cumprir as suas promessas e participar no arraial do Senhor Bom Jesus de Ponta Delgada. Foram iniciativa do município de S. Vicente e custaram 207 635,86 €, tendo a Associação para o Desenvolvimento da Região Autónoma da Madeira contribuído com 150 mil €. Inaugurado em 9 de agosto de 2011 por Alberto João Jardim, presidente do Gov. Regional. |
|        | Nossa Senhora do Bom Caminho              | ER101, Miradouro da Santinha, Boaventura       | 1965                          | ??                 | Estátua de pedra, de pequenas dimensões. Inaugurada em 31 de outubro de 1965 e sita a meio caminho entre as igrejas de Boaventura e da Fajã do Penedo. |
|        | São Vicente                               | Paços do Concelho de S. Vicente                | ??                            | ??                 | Alto-relevo de bronze na fachada dos Paços do Concelho de S. Vicente. Figura idêntica à imagem do santo presente no brasão e na bandeira da vila. |